# Фомин, Игорь Вадимович
Игорь Вадимович Фомин (род. 1 апреля 1968, Мурманск) — член Совета Федерации, представитель от исполнительного органа государственной власти Ленинградской области (2012—2020). Курировал туризм в верхней палате российского парламента. Состоял в Комитете Совета Федерации по социальной политике.

## Биография
Родился 1 апреля 1968 года в Мурманске. В 1985 году окончил среднюю школу № 8 города Тихвина Ленинградской области
В 1990 году окончил экономический факультет Ленинградского государственного университета, преддипломную практику прошел в Германии, в Гумбольдтском университете. Учился в аспирантуре Ленинградского института текстильной и легкой промышленности им. С. М. Кирова на кафедре экономики и организации.
В 1991—1992 годах проходил годичную научную стажировку в Германии по линии Немецкой службы научного обмена.
В 1993 году совместно с немецкими партнёрами основал трикотажную фабрику «Комацо» в городе Тихвине и являлся директором с момента её основания.
В 2009’году победил на выборах депутатов, а позже главы Тихвинского района, баллотировался от партии «Единая Россия».
С 3 сентября 2012 года наделён полномочиями сенатора Совета Федерации; является членом Комитета по социальной политике, курирует туристическую и санаторно-курортную отрасли.
Взаимодействует с профильными комиссиями и комитетами в сфере туризма Общественной палаты Российской Федерации, Российского союза промышленников и предпринимателей, Торгово-промышленной палаты Российской Федерации, Общероссийской общественной организации малого и среднего предпринимательства «Опора России», Общероссийской общественной организации «Деловая Россия», а также с такими отраслевыми объединениями в области туризма, как Российский Союз Туриндустрии, Ассоциация Туроператоров, Национальной курортной ассоциацией, Ассоциацией "Объединение туроператоров в сфере выездного туризма «Турпомощь», Федерацией Рестораторов и Отельеров.
2 октября 2018 года избран заместителем председателя Комитета Совета Федерации по социальной политике.
Женат, есть дочь и сын.

## Инициативы
Необходимо конкурировать на международных направлениях рыночными методами [О выездном сборе]
Принимал участие в следующих инициативах:
- Возврат НДФЛ при покупке туров
- Списание на себестоимость затрат на приобретение работодателем турпутёвок для своих сотрудников
- Субсидирование групповых туристических авиаперевозок
- Снижение кредитных ставок для турбизнеса

Формирование чёткого перечня необлагаемых НДС услуг позволит аэропортам снизить свои затраты, что повлечёт снижение затрат авиакомпаний, и мы рассчитываем, что в конечном итоге такая мера позволит снизить цены на авиабилеты [О Федеральном Законе «О внесении изменений в статью 149 Налогового кодекса Российской Федерации»]

## Награды
В 2002 году признан победителем областного конкурса «Человек слова и дела», награждён многочисленными наградами Тихвинского района.
В 2015 году награждён Благодарностью Правительства Российской Федерации.
В 2018 году награждён Благодарностью Председателя Совета Федерации за многолетний добросовестный труд, большой вклад в развитие парламентаризма.
В 2018 году награждён медалью ордена «За заслуги перед Отечеством» II степени.
В 2020 году награждён Почётной грамотой Правительства Российской Федерации.